# Nati nel 1933/Aprile
| Questa pagina contiene informazioni ricavate automaticamente dalle voci biografiche con l'ausilio del template Bio e di un bot. L'aggiornamento è periodico e automatico e ricostruisce completamente la pagina. Se manca una persona in questa lista, sei pregato di non aggiungerla, ma accertati piuttosto che la sua voce biografica contenga il template Bio e che i dati anagrafici siano correttamente compilati. Se il template Bio manca, inseriscilo tu stesso o, in alternativa, metti l'avviso {{tmp\|Bio}} che ne segnala la mancanza. Se i dati riportati sono sbagliati, correggi direttamente la voce biografica; le modifiche saranno visibili in questa lista entro pochi giorni. Per chiarimenti vedi il progetto biografie. La lista contiene solo le 167 persone che sono citate nell'enciclopedia e per le quali è stato implementato correttamente il template Bio. Pagina aggiornata al 18 lug 2025. |

- 1º aprile - Leo Canjels, calciatore olandese († 2010)
- 1º aprile - Claude Cohen-Tannoudji, fisico francese
- 1º aprile - Fay Coyle, calciatore nordirlandese († 2007)
- 1º aprile - Dan Flavin, artista statunitense († 1996)
- 1º aprile - Don Monson, ex cestista e allenatore di pallacanestro statunitense
- 1º aprile - Robert Šavlakadze, altista sovietico († 2020)
- 1º aprile - Gaëtan Zampa, criminale francese († 1984)
- 2 aprile - Tova Epstein, tennista e cestista israeliana († 2023)
- 2 aprile - Gloria Henry, attrice statunitense († 2021)
- 2 aprile - György Konrád, scrittore e giornalista ungherese († 2019)
- 2 aprile - Aggie Kukulowicz, hockeista su ghiaccio, traduttore e dirigente d'azienda canadese († 2008)
- 2 aprile - Gene Reeves, storico delle religioni statunitense († 2019)
- 2 aprile - Joseph Rigano, attore statunitense († 2014)
- 3 aprile - Billy Dea, allenatore di hockey su ghiaccio e ex hockeista su ghiaccio canadese
- 3 aprile - Valéria Gyenge, ex nuotatrice ungherese
- 3 aprile - Gilberto Penayo, calciatore paraguaiano († 2020)
- 3 aprile - Sheila Smith, attrice statunitense († 2023)
- 3 aprile - Ron Tomsic, ex cestista statunitense
- 3 aprile - Bruno Vella, avvocato e politico italiano († 2021)
- 4 aprile - Frits Bolkestein, economista e politico olandese († 2025)
- 4 aprile - Bill France Jr., dirigente sportivo statunitense († 2007)
- 4 aprile - Brian Hewson, mezzofondista britannico († 2022)
- 4 aprile - Tivadar Kanizsa, pallanuotista ungherese († 1974)
- 4 aprile - Vladimir Aleksandrovič Orlov, operaio e politico sovietico
- 5 aprile - Feridun Buğeker, calciatore turco († 2014)
- 5 aprile - Frank Gorshin, attore, comico e cabarettista statunitense († 2005)
- 5 aprile - Oleg Mandić, scrittore croato
- 5 aprile - Benedetto Vincenzo Nicotra, politico, giurista e magistrato italiano († 2018)
- 5 aprile - Eugenia Ratti, soprano italiano († 2020)
- 5 aprile - Peter Stahlknecht, informatico tedesco († 2023)
- 6 aprile - György Bakcsi, compositore di scacchi ungherese († 2019)
- 6 aprile - Bruno Giuranna, violista e direttore d'orchestra italiano
- 6 aprile - Tom Chris Korologos, politico, diplomatico e giornalista statunitense († 2024)
- 6 aprile - Stanislav Ljubšin, attore e regista sovietico
- 6 aprile - Yasuo Muramatsu, doppiatore giapponese († 2024)
- 6 aprile - Henryk Niedźwiedzki, pugile polacco († 2018)
- 6 aprile - Rosario Pecoraro, fantino italiano
- 7 aprile - Claude de Givray, regista e sceneggiatore francese
- 7 aprile - Gustavo Gutiérrez, ex schermidore venezuelano
- 7 aprile - Hossein Nasr, filosofo e insegnante iraniano
- 7 aprile - Wayne Rogers, attore statunitense († 2015)
- 7 aprile - Johannes Schaaf, regista, sceneggiatore e attore tedesco († 2019)
- 8 aprile - Bob Garretson, pilota automobilistico statunitense († 2025)
- 8 aprile - Cele Goldsmith Lalli, curatrice editoriale statunitense († 2002)
- 8 aprile - James Lockhart, storico statunitense († 2014)
- 8 aprile - Marcel Rohrbach, ciclista su strada e pistard francese († 2012)
- 9 aprile - Jean-Paul Belmondo, attore francese († 2021)
- 9 aprile - René Burri, fotografo svizzero († 2014)
- 9 aprile - Hilary Franco, presbitero statunitense
- 9 aprile - Cmiljka Kalušević, cestista e giavellottista jugoslava († 1989)
- 9 aprile - Franco Marini, sindacalista e politico italiano († 2021)
- 9 aprile - Nicolae Oaidă, calciatore rumeno († 2025)
- 9 aprile - Francesco Romani, karateka italiano († 2021)
- 9 aprile - Gian Maria Volonté, attore italiano († 1994)
- 10 aprile - Chelo Alonso, ballerina, attrice e showgirl cubana († 2019)
- 10 aprile - Pina Boggi Cavallo, psicologa italiana († 2016)
- 10 aprile - Bruce Carradine, attore statunitense († 2016)
- 10 aprile - Philip Corner, compositore e pianista statunitense
- 10 aprile - Anne-Aymone Giscard d'Estaing, first lady francese
- 10 aprile - Stefan Kapłaniak, canoista polacco († 2021)
- 11 aprile - Salvatore Burruni, pugile italiano († 2004)
- 11 aprile - Denis Goldberg, politico e attivista sudafricano († 2020)
- 11 aprile - José Luis Madrid, regista e sceneggiatore spagnolo († 1999)
- 11 aprile - Med Park, cestista statunitense († 1998)
- 11 aprile - Antonio Vitale, politico italiano († 2005)
- 12 aprile - Marisa Belli, attrice italiana († 2017)
- 12 aprile - Giacomo Bozzano, pugile italiano († 2008)
- 12 aprile - Montserrat Caballé, soprano spagnolo († 2018)
- 13 aprile - Ben Nighthorse Campbell, politico e judoka statunitense
- 13 aprile - Sergio Donati, sceneggiatore e scrittore italiano († 2024)
- 14 aprile - Guido Cappello, scacchista italiano († 1996)
- 14 aprile - Paddy Hopkirk, pilota automobilistico britannico († 2022)
- 14 aprile - Georges Lamia, calciatore francese († 2014)
- 14 aprile - Jurij Colakovič Oganesian, fisico russo
- 14 aprile - Juanito Remulla, politico filippino († 2014)
- 14 aprile - Sami Shelbayah, cestista egiziano († 1976)
- 14 aprile - Morton Subotnick, compositore statunitense
- 14 aprile - Shani Wallis, attrice e cantante britannica
- 15 aprile - Luciano Catenacci, attore italiano († 1990)
- 15 aprile - Roy Clark, cantante, musicista e showman statunitense († 2018)
- 15 aprile - Évelyne Golhen, cestista francese († 2021)
- 15 aprile - Odero Gon, calciatore italiano († 2021)
- 15 aprile - David Hamilton, fotografo e regista britannico († 2016)
- 15 aprile - Vera Krepkina, lunghista e velocista sovietica († 2023)
- 15 aprile - Elizabeth Montgomery, attrice statunitense († 1995)
- 15 aprile - Živojin Pavlović, scrittore, regista e sceneggiatore serbo († 1998)
- 15 aprile - Sabine Sun, attrice francese († 2014)
- 15 aprile - Kōji Yada, attore e doppiatore giapponese († 2014)
- 16 aprile - Francesco Amirante, magistrato italiano († 2024)
- 16 aprile - Aldo Gargani, filosofo italiano († 2009)
- 16 aprile - Finn Gundersen, calciatore e hockeista su ghiaccio norvegese († 2014)
- 16 aprile - Marla Landi, attrice e ex modella britannica
- 16 aprile - Konstantin Loktev, hockeista su ghiaccio sovietico († 1996)
- 16 aprile - Marquitos, calciatore spagnolo († 2012)
- 16 aprile - Carlos Medrano, calciatore argentino († 1978)
- 16 aprile - Marcel Moreau, scrittore belga († 2020)
- 16 aprile - Takeo Watanabe, compositore e musicista giapponese († 1989)
- 17 aprile - David Axelrod, compositore e produttore discografico statunitense († 2017)
- 17 aprile - Joachim Kroll, serial killer tedesco († 1991)
- 18 aprile - Enrico Crispolti, storico dell'arte e critico d'arte italiano († 2018)
- 18 aprile - Alberto Croce, pittore e scultore italiano († 2014)
- 18 aprile - Harald Dietl, attore, doppiatore e giornalista tedesco († 2022)
- 18 aprile - Soane Lilo Foliaki, vescovo cattolico tongano († 2013)
- 18 aprile - Joseph Abou Mrad, calciatore e allenatore di calcio libanese († 2003)
- 18 aprile - Rafael Eleuterio Rey, vescovo cattolico argentino († 2024)
- 18 aprile - Arianna Szörényi, superstite dell'Olocausto e scrittrice italiana
- 18 aprile - Antonio Testa, politico italiano († 2013)
- 19 aprile - Giuseppe Chiaretti, arcivescovo cattolico italiano († 2021)
- 19 aprile - Ettore Fiorini, fisico italiano († 2023)
- 19 aprile - Chris Joyce, calciatore scozzese († 2002)
- 19 aprile - George Kaczender, regista canadese († 2016)
- 19 aprile - Jayne Mansfield, attrice e showgirl statunitense († 1967)
- 19 aprile - Marija Pisareva, altista sovietica († 2023)
- 20 aprile - George R. Robertson, attore canadese († 2023)
- 20 aprile - Giuliana Rossi, attrice italiana († 2005)
- 21 aprile - Easley Blackwood Jr., compositore, pianista e scrittore statunitense († 2023)
- 21 aprile - Ian Carr, trombettista e compositore scozzese († 2009)
- 21 aprile - Chuck Mencel, ex cestista statunitense
- 21 aprile - Petr Pokorný, teologo, biblista e grecista ceco († 2020)
- 22 aprile - Amedeo Bressa, calciatore e allenatore di calcio italiano († 2020)
- 22 aprile - Mark Damon, attore e produttore cinematografico statunitense († 2024)
- 22 aprile - Ron Karabatsos, attore statunitense († 2012)
- 22 aprile - Finn Lynge, politico e presbitero groenlandese († 2014)
- 22 aprile - Valerij Ivanovič Uskov, regista sovietico
- 22 aprile - Guido d'Angelo, politico, dirigente d'azienda e avvocato italiano († 2022)
- 23 aprile - Alfredo Agosta, militare italiano († 1982)
- 23 aprile - Francis Anastasi, ex ciclista su strada francese
- 23 aprile - Valentin Bubukin, calciatore e allenatore di calcio sovietico († 2008)
- 23 aprile - Cesare Colafemmina, storico, scrittore e biblista italiano († 2012)
- 23 aprile - Annie Easley, informatica e matematica statunitense († 2011)
- 23 aprile - Frederic Pryor, economista statunitense († 2019)
- 24 aprile - Patricia Bosworth, giornalista, biografa e attrice statunitense († 2020)
- 24 aprile - Luigi Chieco Bianchi, oncologo e patologo italiano († 2023)
- 24 aprile - Carlos del Coso, ex hockeista su prato spagnolo
- 24 aprile - Billy Garrett, pilota automobilistico statunitense († 1999)
- 24 aprile - Helmut Lohner, attore e regista teatrale austriaco († 2015)
- 25 aprile - Ivo Cipci, ex pallanuotista jugoslavo
- 25 aprile - Giovanni Fago, regista italiano
- 25 aprile - Piergiorgio Farina, violinista, cantante e compositore italiano († 2008)
- 25 aprile - Giovanni Jervis, psichiatra italiano († 2009)
- 25 aprile - Yōtarō Kobayashi, dirigente d'azienda giapponese († 2015)
- 25 aprile - Jerry Leiber, paroliere statunitense († 2011)
- 25 aprile - Marina Malfatti, attrice italiana († 2016)
- 26 aprile - Ada Burrone, attivista e scrittrice italiana († 2014)
- 26 aprile - Carol Burnett, attrice, comica e cantante statunitense
- 26 aprile - Jack Daniels, ex pentatleta statunitense
- 26 aprile - José Faría, allenatore di calcio e calciatore brasiliano († 2013)
- 26 aprile - Ilkka Kuusisto, compositore e organista finlandese († 2025)
- 26 aprile - Arno Penzias, fisico tedesco († 2024)
- 26 aprile - Farrell Till, insegnante e giornalista statunitense († 2012)
- 26 aprile - Aleksandr Čučelov, velista sovietico († 2017)
- 27 aprile - Bob Bondurant, pilota automobilistico statunitense († 2021)
- 27 aprile - Rafael Guillén, poeta spagnolo († 2023)
- 27 aprile - Liam Tuohy, allenatore di calcio e calciatore irlandese († 2016)
- 28 aprile - Ramón Búa Otero, vescovo cattolico spagnolo († 2012)
- 28 aprile - Horst Faas, fotografo tedesco († 2012)
- 29 aprile - Mark Eyskens, politico, docente e economista belga
- 29 aprile - Reuven Fecher, cestista israeliano († 2020)
- 29 aprile - Rod McKuen, poeta, cantautore e compositore statunitense († 2015)
- 29 aprile - Willie Nelson, cantautore, chitarrista e attore statunitense
- 29 aprile - Mario Verdolini, ex calciatore italiano
- 30 aprile - Gianfranco Bertoli, terrorista italiano († 2000)
- 30 aprile - Claude Haas, ex pallanuotista francese
- 30 aprile - Erez Lustig, cestista israeliano († 2021)
- 30 aprile - Vittorio Merloni, imprenditore italiano († 2016)
- 30 aprile - György Mészáros, canoista ungherese († 2015)
- 30 aprile - Helen Vendler, critica letteraria e anglista statunitense († 2024)